# 鄧淵
鄧 淵（とう えん、生年不詳 - 403年）は、北魏の官僚。字は彦海。本貫は安定郡。

## 経歴
鄧翼の子として生まれた。経書を広く読んで、易筮を得意とした。道武帝が後燕を討って、中山を平定すると、鄧淵は抜擢されて著作郎となった。蒲丘県令として出向し、反乱の鎮圧にあたった。入朝して尚書吏部郎となった。鄧淵は制度に明るく、故事を多く知っていたため、尚書の崔玄伯とともに朝儀・律令・音楽の制定にあたり、また軍事や国事の文章記録の作成や詔策の文案は、多くが鄧淵の手によって成った。平陽の平定に従軍して、功績により漢昌子の爵位を受け、下博子に改められ、中塁将軍の号を加えられた。道武帝の命を受けて『国記』の編纂にあたり、鄧淵は十数巻分を作ったが、年月の見出しと君主の起居と出来事のみの記録で、前例のない体裁であった。
従父弟の鄧暉は定陵侯和跋と仲が良く、403年（天興6年）に和跋が処刑されると、和跋の子弟は長安に逃れたが、鄧暉がかれらを送り出そうとしたと告発された。このため鄧淵も道武帝に疑われて、処刑された。

## 子女
- 鄧潁（生年不詳 - 434年、下博子、中書侍郎。崔浩が国書を編纂したとき、鄧潁は崔覧らとともに著作に参与した。太武帝が漠南に行幸したとき、高車の莫弗の庫若干らが行在所を訪れたため、鄧潁は帝の命を受けて功徳碑の文章を作った。散騎常侍を兼ね、宋の文帝に対する使者をつとめた。侯爵に進み、龍驤将軍の号を加えられた。山胡の白龍を討ち、帰路に死去した）
- 鄧権（太武帝の征戦に従い、龍驤将軍・豫州刺史、新野侯。柔然に対する北伐に従って、罪を得て処刑された）
- 鄧顥（中書侍郎）

## 伝記資料
- 『魏書』巻24 列伝第12
- 『北史』巻21 列伝第9